# Prionapteryx selenalis
Prionapteryx selenalis là một loài bướm đêm trong họ Crambidae.